# Bucher Berg (Mangfallgebirge)
Das Bucher Berg (1143 m ü. NHN) ist ein wenig ausgeprägter Vorgipfel des Breitensteins im Wendelsteingebiet, das zum Mangfallgebirge in den Bayerischen Voralpen gehört.
Der Berg ist Namensgeber der zeitweise bewirtschafteten Bucher Alm, die sich von diesem bis zur Nordwestflanke des Breitensteins erstreckt.

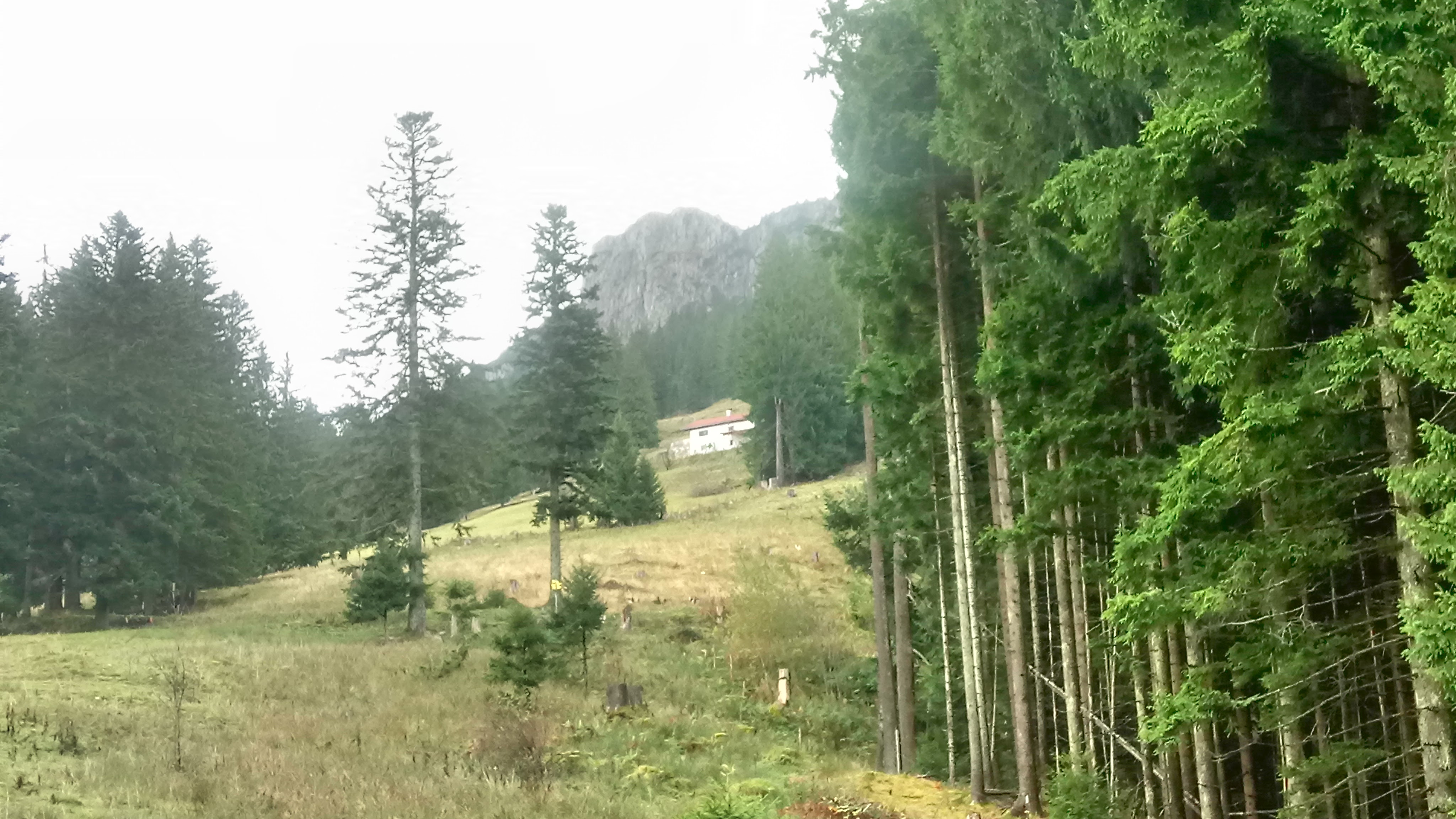
Bucher Alm